# Castillo miliar 0
El castillo miliar 0 es un posible castillo miliar del Muro de Adriano que pudo haber preexistido antes del fuerte de Segedunum. Aunque su existencia ha sido sugerida por el historiador Peter Hill, no se ha encontrado ninguna evidencia arqueológica. No se sabe si la decisión de establecer fuertes en la línea del muro fue anterior a la decisión de extender el muro a Wallsend, por lo que es posible que nunca se construyera este castillo.

## Torretas asociadas
Cada castillo miliar del Muro de Adriano tenía dos torretas asociadas. Estas torretas estaban situadas aproximadamente a un tercio y dos tercios de una milla romana al oeste del castillo, y probablemente habrían estado a cargo de parte de la guarnición del castillo. Las torretas asociadas al castillo miliar 0 son conocidas como Torreta 0A y Torreta 0B.

### Torreta 0A
No se sabe nada de esta torreta. Su posible localización es 54°59′14″N 1°32′12″O / 54.987261, -1.536619.

### Torreta 0B
Torreta 0B (St Francis) está ubicada al este del Centro Comunitario St Francis. Fue descubierta por primera vez por John Horsley en 1732, quien la confundió con el castillo miliar 1, y a veces se la conoce como Horseley's Milecastle 1.
Eric Birley (aun entendiendo que era el castillo miliar 1) consideró que fue redescubierta por el canónigo Fowler en 1877, y que la estructura también fue registrada (e identificada como una torreta) por John Collingwood-Bruce y Robert Blair, cuando fue descubierta durante la excavación de los cimientos de The Grange. La torreta fue confirmada como tal por Grace Simpson con referencia a un artículo en The Evening Chronicle del 15 de agosto de 1936, que describía una extensión de Stotts Road, Walker, que cortaba a través de «la Muralla Romana y una de sus torres cerca de The Grange». Las piedras de la torreta se trasladaron posteriormente a los terrenos de la capilla de Carville para formar jardines de rocas.
Una sola hilera de esta torreta fue desenterrada en 1978. Su localización es 54°59′07″N 1°32′36″O / 54.985265, -1.543440.

## Registro de monumentos
| Monumento         | Código de Monumento         | Código del Historic England Archive   |
| Castillo miliar 0 | Ninguno                     | Ninguno                               |
| Torreta 0A        | 24774 (alternativa - 26532) | NZ 26 NE 1 (alternativa - NZ 36 NW 7) |
| Torreta 0B        | 24777                       | NZ 26 NE 2                            |